# Predigberg
Predigberg är ett berg i Österrike.   Det ligger i distriktet Landeck och förbundslandet Tyrolen, i den västra delen av landet, 500 km väster om huvudstaden Wien. Toppen på Predigberg är 2 645 meter över havet.
Terrängen runt Predigberg är bergig åt nordväst, men åt sydost är den kuperad. Runt Predigberg är det ganska glesbefolkat, med 22 invånare per kvadratkilometer.. Närmaste större samhälle är Ischgl, 9,0 km nordost om Predigberg. 
Trakten runt Predigberg består i huvudsak av gräsmarker.